# Người lớn

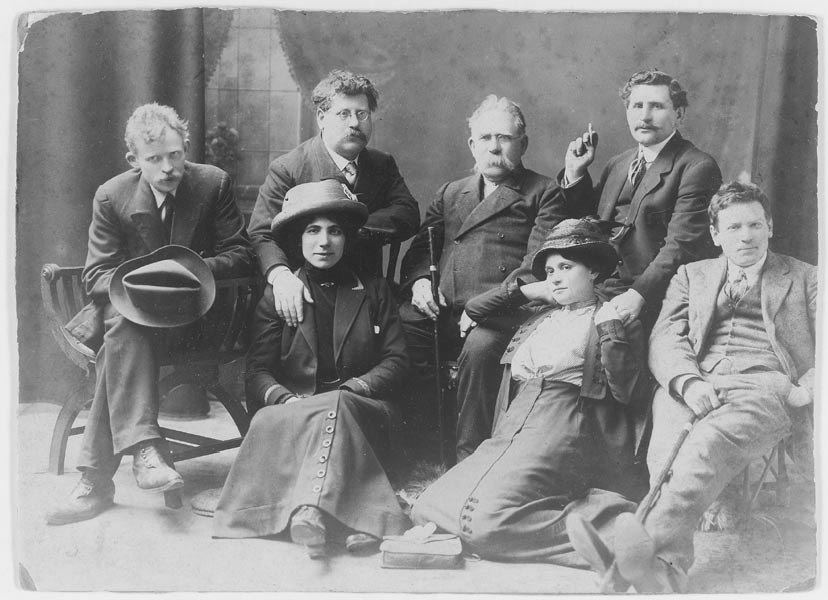
Một nhóm người lớn trưởng thành

Người lớn hay người trưởng thành,thành nhân, thanh niên (thanh nữ đối với nữ giới), nam thanh nữ tú, người vị thành niên, người thành niên là con người ở độ tuổi trưởng thành, thường là những người đã trưởng thành về mặt sinh lý và đến tuổi sinh sản. Trong xã hội loài người, người lớn còn gắn với khái niệm xã hội và pháp lý; ví dụ về mặt pháp lý, một người lớn về mặt pháp lý là người ở tuổi trưởng thành, có khả năng tự nuôi sống bản thân và biết chịu trách nhiệm với bản thân (đối nghịch với "vị thành niên").

## Về mặt sinh học
Về mặt lịch sử hay văn hóa, tuổi trưởng thành được quyết định bởi tuổi dậy thì (với các dấu hiệu sinh dục như xuất tinh ở nam giới và kinh nguyệt ở nữ giới).
Từ khi xuất hiện khái niệm thiếu niên, tuổi trưởng thành được chia thành hai dạng là: trưởng thành về mặt sinh lý và trưởng thành về mặt xã hội, vì thế hiện nay người lớn cũng được phân biệt thành hai dạng là: người lớn Lưu trữ ngày 9 tháng 7 năm 2021 tại Wayback Machine về mặt sinh lý và người lớn về mặt xã hội.
Ở các nước phát triển hiện nay, tuổi dậy thì thường bắt đầu ở độ tuổi 10 hay 11 tuổi ở nữ và 12 hay 13 tuổi ở nam, tuy vậy điều này cũng còn tùy thuộc vào từng người.

## Về mặt pháp lý
Về mặt pháp lý, người lớn có nghĩa là người có thể tham gia vào một hợp đồng. Người lớn về mặt pháp lý còn liên quan tới quyền hạn, nghĩa vụ và trách nhiệm, ví dụ như trách nhiệm tài chính, quyền kết hôn, bầu cử, có việc làm, phục vụ quân đội, mua/sở hữu súng (tùy theo pháp luật của từng quốc gia), sử dụng đồ uống có cồn (nếu hợp pháp), hút thuốc, quan hệ tình dục..v.v
Tuổi trưởng thành về mặt pháp lý được xem bắt đầu từ khoảng 16-21 tuổi, tùy theo khu vực. Một vài nền văn hóa ở châu Phi định nghĩa người lớn bắt đầu ở tuổi 13.
Hầu như trên khắp thế giới, tuổi trưởng thành về mặt pháp lý là tuổi 18 (trước kia là 21), có một vài khu vực và quốc gia ngoại lệ gồm:
- Scotland (16)
- British Columbia, New Brunswick, Newfoundland and Labrador, Northwest Territories, Nova Scotia, Nunavut, Yukon Territory ở Canada; Nebraska và Alabama ở Hoa Kỳ, và Hàn Quốc (19)
- Indonesia và Nhật Bản (20)